# Discophallus
Discophallus is een geslacht van rechtvleugeligen uit de familie Mogoplistidae. De wetenschappelijke naam van dit geslacht is voor het eerst geldig gepubliceerd in 2009 door Gorochov.

## Soorten
Het geslacht Discophallus omvat de volgende soorten:
- Discophallus amplus Gorochov, 2009
- Discophallus ascension Gorochov, 2009
- Discophallus myrtleae Gorochov, 2009
- Discophallus pallidus Gorochov, 2009
- Discophallus philipi Gorochov, 2009